# ژن‌بانک

نرخ رشد داده‌های جن‌بنک از سال ۱۹۸۳ تا اواخر ۲۰۰۷

ژن‌بانک یا ژن‌بنک یا جن‌بنک (به انگلیسی: GenBank) نام مهمترین پایگاه داده‌های آزاد (دیتابیس) نوکلئوتید جهان است، که حاوی اطلاعات رشته‌های ژنی و نیز ترجمه (ژنتیک) پروتئینی آنها می‌باشد.
این دیتابیس تا سال ۲۰۰۶ حاوی ۶۱ میلیون رشته دنباله بود.
ژن‌بانک مجموعه‌ای از اطلاعات کیفی مرکز ملی اطلاعات زیست‌فناوری و سایر نهادهای و سازمان‌های دولتی سلامت ایالات متحده است.
این مرکز داده به‌طور رایگان برای جهانیان قابل دسترس است.